# Операция «Мушкетон»
Операция «Мушкетон» (англ. Operation Musketoon, 11—21 сентября 1942 года) — рейд британских коммандос во время Второй мировой войны. Целью операции была электростанция Гломфьорд в Норвегии, поставлявшая электроэнергию для завода по производству алюминия. Контроль немцев над богатыми природными ресурсами Норвегии представлял значительную угрозу для союзников — добыча алюминия была жизненно важной для производства самолётов у противника, без производства металла самолётостроение испытывало существенные затруднения.

## Ход операции
В операции принимали участие два офицера и восемь солдат из Второго отряда коммандос и два капрала норвежских вооружённых сил в изгнании, которые входили в состав британского Управления специальных операций. 
Небольшую группу возглавил капитан Грэм Блэк из Онтарио, Канада, его заместителем был капитан Джозеф Хоутон. В их подчинении было 8 коммандос: сержант-майор Миллер Смит, младший сержант Ричард О’Брайен, младший сержант Уильям Чадли, рядовые Сирил Абрам, Эрик Кертис, Джон Фэйрклаф, Реджинальд Мейкхэм, Фред Тригг. Норвежцы: капрал Эрлинг М. Джупдраэт и капрал Сверре Гранлунд.
Их доставили на французской подводной лодке «Юнон» к отдалённому соседнему Бьяэрангс-фьорду, находящемуся к югу от Гломфьорда, откуда они прошли сложный путь по суше, чтобы подойти к цели с тыла. План состоял в том, чтобы высадиться и пройти к электростанции с юга. Командующий операцией капитан Блэк считал, что нападение с запада было именно тем, чего ожидали немцы, и решил действовать иначе. Капитан Хоутон и один из норвежцев, Гранлунд, отправились на разведку местности, по их возвращению небольшой отряд двинулся вперёд и начал подниматься на гору, которая преграждала путь к электростанции. В какой-то момент им пришлось подниматься по вертикальной скале, опыт восхождения одного из членов команды помог им преодолеть препятствие. 
Коммандос не знали, что они были очень близки к обнаружению, когда немецкая топографическая группа, находившаяся в этом районе, и их командир лейтенант Вильгельм Дене заметили фигуры над Гломфьордом; к счастью, расстояние между ними было слишком большим и не позволило точно определить, что за людей видели немцы.
На следующий день, отдыхая в укрытии, нападавшие изменили план из-за опасения быть обнаруженными с небольшой лодки на фьорде, и, решив, что возвращение в предыдущее убежище повлечет за собой риск быть схваченными неприятелем, они остались ждать. Поскольку запасы провизии заканчивались, капитан Блэк решил, что они не могут дальше откладывать атаку, поэтому план был реализован в ночь с 19 на 20 сентября.
Отряд коммандос разделился на две группы. Одну возглавлял капитан Блэк с целью атаковать машинный зал, другой группе, состоящей из младшего сержанта О’Брайена, младшего сержанта Чадли и рядового Кертиса, предстояло взорвать водоводы — два трубопровода, подающих озёрную воду в турбины. Операция была успешной: в результате полученных повреждений станция не работала до конца войны.
Обе группы покинули район до прибытия немецких подкреплений, но отход оказался сложнее, чем сама операция. Гранлунд отделился от основных сил, пытаясь найти пешеходный мост, который позволил бы им скрыться. Он набрёл на горную хижину с тремя жителями, которые подсказали ему дорогу и нарисовали импровизированную карту. Не сумев найти мост в темноте, он вернулся в хижину одновременно с капитаном Хоутоном и Джупдраэтом. Все трое вошли в дом, но их ждал неприятный сюрприз: двое немцев расспрашивали жителей, не видели ли они британских солдат. В завязавшемся бою один немец был убит, другой серьёзно ранен. Джупдраэт также получил штыковое ранение в живот. Когда остальные члены диверсионной группы прибыли в хижину, то решили, что не могут нести с собой Джупдраэта, так как его рана была слишком тяжёлой. Ему оказали первую помощь и оставили в надежде, что немцы проявят гуманность. 
Оставшиеся коммандос разделились на две группы, чтобы избежать немецких поисковых отрядов и подняться на гору. Одна группа, состоящая из младшего сержанта О’Брайена, капрала Гранлунда, рядовых Фэйрклафа и Тригга, двинулась на север, огибая горы. Первой группе повезло, и она без происшествий добралась до Швеции и в конечном итоге была репатриирована в Англию.
Группа, шедшая южным путем, наткнулась на немцев. В завязавшейся перестрелке капитан Хоутон был ранен в руку. Под давлением превосходящих сил коммандос были вынуждены сдаться. Джупдраэт скончался от ран через три дня, капитаны Блэк и Хоутон, сержант-майор Смит, младший сержант Чадли и рядовые Кертис, Абрам и Мейкхэм были доставлены в замок Кольдиц, где Блэк вступил в контакт с английским лейтенантом Домиником Брюсом и передал ему имена заключенных и подробности их миссии. Позже Брюс совершил побег из замка и передал информацию MI5.
13 октября 1942 года пленных перевезли из Кольдица в штаб-квартиру СС в Берлине, где их допросил обергруппенфюрер Генрих Мюллер. 
22 октября пленные были отправлены в концлагерь Заксенхаузен, где они стали первыми жертвами приказа Гитлера от 18 октября 1942 года об уничтожении всех пленных из состава диверсионных групп, включая партизан.

## Факты
- Группа практически не имела стрелкового вооружения, не считая пистолетов Colt M1911 и одного автомата STEN с глушителем[5].
- Кроме карт Норвегии и Швеции, группа также имела карту близлежащего района СССР[5].